# Herb Krzywinia
Herb Krzywinia – jeden z symboli miasta Krzywiń i gminy Krzywiń w postaci herbu.

## Wygląd i symbolika
Herb przedstawia na czerwonej tarczy infułę opacką ze złotym krzyżem między dwoma pastorałami.

## Historia
Wizerunek herbowy wyobrażający infułę opacką ozdobioną dwoma krzyżami i umieszczoną między pastorałami figuruje na pieczęciach miejskich z XVI w. i XVII w.. Herb zatwierdzony został przez Ministra Spraw Wewnętrznych 3 października 1936.